# Абдалоним
Абдалоним (финик. 𐤏𐤁𐤃𐤀𐤋𐤍𐤌, дословно «раб богов») — царь Сидона второй половины IV века до н. э.
Согласно античной традиции, Абдалоним принадлежал к боковой ветви царского рода монархов Сидона. Несмотря на происхождение он жил бедно и зарабатывал на жизнь своим трудом. Александр Македонский после завоевания Сидона в 333/332 году до н. э. счёл Абдалонима наиболее подходящим претендентом на пост царя Сидона. Детали его царствования неизвестны. Предположительно, Абдалоним был вынужден покинуть престол в ходе войн диадохов, которые начались после смерти Александра Македонского за передел Македонской империи.
По одной из версий, Сидонский саркофаг был создан для захоронения Абдолонима.

## Биография
Абдалоним происходил из древнего сидонского царского рода. В декабре 333 или январе 332 года до н. э. он сменил на престоле своего дальнего родственника Абдастарта II, который хоть и признал власть Александра Македонского, считался верным Дарию III местным правителем.
Согласно античной традиции, Александр поручил Гефестиону подыскать подходящую кандидатуру на царский престол. Гефестион предложил этот пост своим друзьям, которые жили в Сидоне. Те, в свою очередь, отказались от такой чести на том основании, что не принадлежат к царскому роду. Тогда Гефестион попросил их предложить подходящую кандидатуру. Наилучшим кандидатом, по их мнению, был Абдалоним, который, хоть и был связан с царским домом родственными узами, из-за бедности самостоятельно обрабатывал свой сад. Согласно Квинту Курцию Руфу, причиной бедности Абдалонима была его честность. Когда Абдалоним услышал, что его собираются сделать царём, то вначале не поверил и решил что речь идёт о розыгрыше. Абдалонима отвели к Александру. Македонский царь спросил претендента на царский трон о том, как он переносил бедность. «Хорошо будет, если я с такой же твёрдостью смогу перенести и царскую власть! Свои желания я всегда удовлетворял трудом своих рук: ничего не имея, я никогда ни в чём не нуждался».
Хоть античная легенда имеет признаки вымысла, она даёт некоторое представление о борьбе за власть в Сидоне на фоне поражения Дария III и захвата города иноземными войсками. Вероятно, Абдалоним имел поддержку среди бедных слоёв населения, в то время как богатые жители города пытались отговорить Александра от такого выбора. Возможно, Абдалоним был сыном кого-то из царского рода, может даже и царя Табнита II, который воевал против персов, за что лишился трона. В таком случае речь шла о восстановлении Абдалонима в его правах. Также, история про "садовника" могла стать отображением его почётной официальной должности при царском дворе. 
Историю с коронацией бедного садовника пересказывают авторы «критической антиалександровской традиции», в то время как Плутарх и Арриан умалчивают об этом эпизоде походов Александра. Возможно, это связано с тем, что указанные авторы недостаточно критически относились к свидетельствам первичных источников, в то время как Арриан использовал лишь факты, которые брал из мемуаров Птолемея и Аристобула.
Поддержка Абдалонима Александром проявилась также в том, что он получил часть военной добычи, которую македоняне захватили после победы при Иссе. Также к Сидону были присоединены приграничные территории, которые город потерял после восстания против Артаксеркса III в 350—340-х годах до н. э. Абдалоним получил почётный статус «друга царя» гетайра.
Из античных источников практически ничего неизвестно о правлении Абдалонима. Юлий Поллукс упомянул, что он один раз отправил Александру духи из хны и лилий. Также на монетах помещали легенду с его именем.
По мнению А. Олмстеда, Абдалоним получил также власть над Тиром после взятия города македонянами, хотя, согласно классической версии, формальным царём в городе остался Азимилк. Возможно, это находит отображение у Диодора Сицилийского, который описывает историю о назначении бедного садовника царём относительно Тира, а не Сидона. В таком случае Абдалоним осуществлял лишь гражданское руководство в городе, так как военным контингентом командовал Филота. 
Дальнейшая судьба Абдалонима носит во многом предположительный характер. В 320/319 году до н. э., когда Птолемей захватил Келесирию, Абдалоним сохранил свой царский титул. Впоследствии, когда область занял Антигон, Абдалоним мог перейти на его сторону. Более того, после 315 года до н. э. в Сидоне стали строить флот для войск Антигона. Около 312 года до н. э. после победы при Газе область вновь попала под контроль Птолемея. К этому времени Абдалоним мог умереть от естественных причин, погибнуть во время битвы на стороне противников Птолемея, либо быть смещённым победителем в контексте замены всех правителей финикийских городов. Царём Сидона, которого поставил во главе города Птолемей, стал Филокл, сын Аполлодора. Предположение о том, что «Аполлодор» является эллинизированной формой имени «Абдалонима», а Филокл, соответственно, был его сыном, не находит признания у историков.
Согласно данным эпиграфики у Абдалонима был сын Диотим или Тим. Ю. Б. Циркин отмечал, что Филокл мог стать царём после кого-либо из преемников Абдалонима, в том числе и Диотима.
По одной из версий, для захоронения Абдалонима был создан Сидонский саркофаг. Согласно мнению современных историков, на саркофаге, как минимум, две фигуры могут изображать Абдалонима — на охоте и во время участия в битве при Газе.

### Исследования
- Гафуров Б. Г., Цибукидис Д. И. Александр Македонский и Восток. — М.: Наука, 1980.
- Олмстед А. История Персидской империи / Пер. с англ. А. А. Карповой. — М.: ЗАО Центрполиграф, 2012. — 575 с. — ISBN 978-5-9524-4993-0.
- Самохина Г. С. "Саркофаг Александра": комментарии к интерпретации памятника эллинистического изобразительного искусства // Клио. — 2012. — Вып. 70, № 10. — С. 96—105. — ISSN 2070-9773.
- Циркин Ю. Б. Эллинизация политического устройства городов Финикии // Мнемон: Исследования и публикации по истории античного мира. — 2004. — № 3. — С. 185—202. — ISSN 1813-193X.
- Billows R. Antigonos the One-eyed and the Creation of the Hellenistic State (англ.). — Berkeley; Los Angeles; London: University of California Press, 1997. — ISBN 0-520-06378-3.
- Heckel W. Who's Who in the Age of Alexander and his Successors. From Chaironea to Ipsos (338—301 BC) (англ.). — Barnsley: Greenhill Books, 2021. — 554 p. — ISBN 978-1-78438-648-1.
- Herda A., Alexander M. A Phoenician ostracon from the Delphinion: Abdalonim the “gardener king” in Miletos?* (англ.) // LRBT Dall’archeologia all’epigrafia studi in onore di Maria Giulia Amadasi Guzzo. — Turnhoit: Brepols Publishers, 2021. — P. 261—290. — ISBN 978-2-503-59861-1. — doi:10.1484/M.SUBSEC-EB.5.127648.
- Lendering Jona[англ.]. Abdalonymus (англ.). livius.org (16 декабря 2019). Дата обращения: 17 февраля 2024.
- Merker I. L. The Ptolemaic Officials and the League of the Islanders (англ.) // Historia: Zeitschrift für Alte Geschichte. — 1970. — Vol. 19, no. 2. — P. 141—160. — JSTOR 4435128.